# Jesus schläft, was soll ich hoffen?, BWV 81

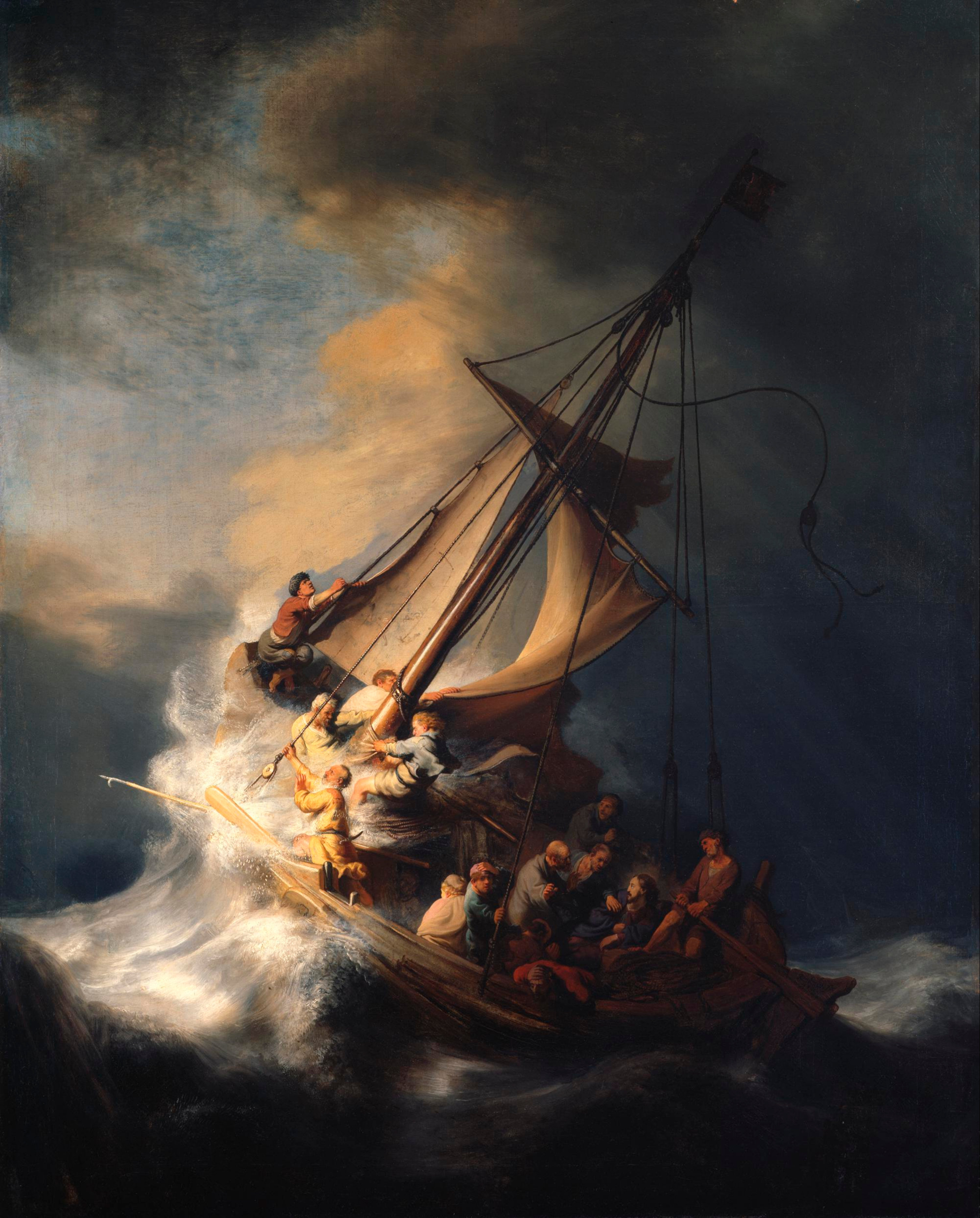
La tormenta en el mar de Galilea de Rembrandt, 1632.

Jesus schläft, was soll ich hoffen?, BWV 81 (Jesús duerme, ¿qué puedo esperar?) es una cantata de iglesia escrita por Johann Sebastian Bach en Leipzig para el cuarto domingo después de la Epifanía y estrenada el 30 de enero de 1724.

## Historia
Bach compuso esta obra durante su primer año como Thomaskantor en Leipzig para cuarto domingo después de la Epifanía. Un cuarto domingo después de la Epifanía no es habitual y solamente ocurre en años con una Pascua tardía. Años más tarde compuso otra cantata para esta ocasión, Wär Gott nicht mit uns diese Zeit, BWV 14. La cantata fue interpretada por primera vez el 30 de enero de 1724.

## Análisis

### Texto
Las lecturas establecidas para ese día eran de la epístola a los romanos, "el amor completa la ley" (Romanos 13:8-10), y del evangelio según San Mateo, la tempestad calmada (Mateo 8:23-27).
El poeta se desconoce, aunque los estudiosos han sugerido que podría tratarse de Erdmann Neumeister o de Christian Weiss. El libretista hace referencia al evangelio y se extiende sobre el contraste de Jesús oculto (dormido) y presente (activo), de manera similar a Mein Gott, wie lang, ach lange?, BWV 155, escrita en 1716 e interpretada tres semanas antes en el primer domingo después de la Epifanía. El texto del cuarto movimiento es una cita del evangelio, la pregunta de Jesús: "Ihr Kleingläubigen, warum seid ihr so furchtsam?" (Hombres de poca fe, ¿por qué teméis?). El coral de cierre es la segunda estrofa del himno "Jesu, meine Freude" de Johann Franck.

### Instrumentación
La obra está escrita para tres voces solistas (alto, tenor y bajo), un coro a cuatro voces; dos oboes, dos oboes d'amore, dos flautas dulces, dos violines, viola y bajo continuo. Probablemente las flautas dulces y los oboes eran tocados por los mismos instrumentistas.

### Estructura
Consta de siete movimientos.
1. Aria (alto): Jesus schläft, was soll ich hoffen?
2. Recitativo (tenor): Herr! warum trittest du so ferne?
3. Aria (tenor): Die schäumenden Wellen von Belials Bächen
4. Arioso (bajo): Ihr Kleingläubigen, warum seid ihr so furchtsam?
5. Aria (bajo): Schweig, aufgetürmtes Meer!
6. Recitativo (alto): Wohl mir, mein Jesus spricht ein Wort
7. Coral: Unter deinen Schirmen

Bach refleja las preguntas del "alma" ansiosa de manera dramática, semejante a diálogos como los que aparecen en O Ewigkeit, du Donnerwort, BWV 60. La primera aria habla de "dormir", ilustrándolo mediante las flautas dulces, los registros graves de la cuerda y largas notas en la voz. Bach utilizó medios similares también en el aria Sanfte soll mein Todeskummer de su Oratorio de Pascua. El tercer movimiento casi visualiza la tormenta y el vaivén de las olas, parecido a las escenas que aparecían en las óperas contemporáneas. El movimiento central en una disposición simétrica está dedicado al bajo como la vox Christi (voz de Cristo). El continuo y la voz emplean material similar en este arioso, enfatizando las palabras. La siguiente aria, marcada con la indicación allegro, establece un contraste entre la "tormenta", en escalas al unísono en la cuerda, con un movimiento más calmado en los oboes. El coral de cierre es un arreglo a cuatro voces. El tema del coral es obra de Johann Crüger y apareció por primera vez en su Praxis pietatis melica publicada en 1653 en Berlín.
En 1726 Bach creó una simetría parecida alrededor de una cita bíblica en Brich dem Hungrigen dein Brot, BWV 39.

## Discografía selecta
De esta pieza se han realizado una serie de grabaciones entre las que destacan las siguientes.
- 1972 – Bach Cantatas Vol. 1. Karl Richter, Münchener Bach-Chor, Münchener Bach-Orchester, Anna Reynolds, Peter Schreier, Theo Adam (Archiv Produktion)
- 1978 – J.S. Bach: Das Kantatenwerk Vol. 5. Nikolaus Harnoncourt, Tölzer Knabenchor, Concentus Musicus Wien, Paul Esswood, Kurt Equiluz, Ruud van der Meer (Teldec)
- 1983 – Die Bach Kantate Vol. 25. Helmuth Rilling, Gächinger Kantorei, Bach-Collegium Stuttgart, Julia Hamari, Adalbert Kraus, Siegmund Nimsgern (Hänssler)
- 1998 – J.S. Bach: Complete Cantatas Vol. 8. Ton Koopman, Amsterdam Baroque Orchestra & Choir, Bogna Bartosz, Jörg Dürmüller, Klaus Mertens (Antoine Marchand)
- 1999 – J.S. Bach: Complete Cantatas Vol. 8. Pieter Jan Leusink, Holland Boys Choir, Netherlands Bach Collegium, Sytse Buwalda, Knut Schoch, Bas Ramselaar (Brilliant Classics)
- 2000 – Bach Cantatas Vol. 19. John Eliot Gardiner, Monteverdi Choir, English Baroque Soloists, William Towers, Paul Agnew, Peter Harvey (Soli Deo Gloria)
- 2002 – J.S. Bach: Cantatas Vol. 21. Masaaki Suzuki, Bach Collegium Japan, Robin Blaze, James Gilchrist, Peter Kooy (BIS)
- 2008 – J.S. Bach: Cantatas for the Complete Liturgical Year Vol. 8. Sigiswald Kuijken, La Petite Bande,  Gerlinde Sämann, Petra Noskaiová, Christoph Genz, Jan van der Crabben (Accent)